# Hermannkapelle
Die Hermannkapelle liegt in der oberpfälzischen Stadt Pleystein am Mühlgraben. Sie gehört zur Pfarrei Pleystein.

## Geschichte
Die Kapelle wurde 1922 von Anton Hermann zum Dank für seine glückliche Heimkehr aus dem 1. Weltkrieg erbaut.

## Baulichkeit
Die Kapelle wurde im neugotischen Stil errichtet. Sie ist ein Steildachbau mit einem dreiseitig geschlossenen Chor. Sie wurde als Polygonalmauerwerk errichtet und besitzt einen Stufengiebel. Eingangstür und Seitenfenster sind mit Putzrahmungen versehen.

## Innenausstattung
Der Kapellenraum wird vom Chor durch ein hohes Speisgitter getrennt. Am Altar befindet sich eine barocke Pietà, dahinter befindet sich ein Kreuz ohne Corpus, aber mit einem Kreuztuch. Am 10. Juni 1934 wurde der Kreuzweg der Kapelle von Stadtpfarrer Anton Serr eingeweiht.